# Parafia św. Stanisława Biskupa i Męczennika w Rzeszowie
Parafia św. Stanisława Biskupa i Męczennika w Rzeszowie-Dworzysku – parafia rzymskokatolicka znajdująca się w diecezji rzeszowskiej w dekanacie Rzeszów Zachód. 

## Historia
W latach 2008–2011 zbudowano kościół filialny pw. św. Stanisława Biskupa na „Dworzysku”, według projektu arch. Jana Bulszy. W 2011 roku kościół został poświęcony. 
7 maja 2023 roku dekretem bpa Jana Wątroby została erygowana parafia z wydzielonego terytorium parafii św. Mikołaja w Rzeszowie i parafii Świlcza.

## Proboszczowie parafii
| Lata         | Proboszcz        |
| ------------ | ---------------- |
| 2023–obecnie | ks. Grzegorz Kot |

## Terytorium parafii
Teren parafii obejmuje następujące ulice: 
- Arystokracka
- Ceramiczna
- Dworzysko
- Inwestycyjna
- Krakowska (nr parzyste od 162 wzwyż i nr nieparzyste od 167 wzwyż)
- Ludwika Chmury
- Łanowa
- Magnacka
- Szlachecka
- Przybyszowska (nr parzyste od 38 wzwyż)
- Technologiczna (nr 2-8, 1-5)